# Weillohe
Weillohe ist ein Kirchdorf und Ortsteil der Gemeinde Thalmassing im Oberpfälzer Landkreis Regensburg. Weillohe hat 161 Einwohner (Stand: 8. April 2025) und liegt auf einer Höhe von ca. 420 m ü. NN.
Weillohe liegt etwa zehn Kilometer südlich von Regensburg und zwei Kilometer östlich der A 93.
Am 1. Januar 1972 wurde die Gemeinde aufgelöst und in die neue Gemeinde Thalmassing integriert.

## Kirche
Eine Kirche wird in Weillohe erstmals 1215 belegt, als Bischof Konrad III. von Regensburg dem Kloster Prüll die Kirchen von Weillohe zur Nutznießung übergab. Der Verbleib ist nicht belegt.
Die jetzige Kirche entstand im  frühen 17. Jahrhundert. Die Filialkirche St. Vitus ist ein Saalbau mit abgewalmtem Satteldach und einem Flankenturm mit Treppengiebel. Dieser Turm besaß ursprünglich drei Glocken, von denen eine aus dem Jahre 1535 von dem Regensburger Glockengießer Hans Durnknopf (1513–1553) stammt. An der Südseite liegt die zweistöckige Sakristei.
Das Langhaus der Kirche besitzt drei Altäre. Der Hauptaltar ist ein zweisäuliger Aufbau mit gesprengtem Giebel. Die Seitenaltäre der hl. Katharina und der Muttergottes sind mit geschraubten Säulen versehen und stammen aus der Zeit um 1700. Der Hochaltar wurde in der zweiten Hälfte des 17. Jahrhunderts errichtet und kurz vor dem Ersten Weltkrieg verändert. Dabei wurde das Altarbild durch einen eingeschobenen Sockel hinter dem Tabernakel hervorgehoben.
Die Altarbilder stammen aus dem 19. Jahrhundert. In den Unterlagen des Bischöflichen Zentralarchivs Regensburg (BZA) wird weiter von einem in der Kirche befindlichen Kreuzweg berichtet. Er stammt aus dem Jahre 1882 und wurde von den Gebrüdern Breekel aus Stadtamhof erstellt. Die Weihe des Kreuzweges fand am 17. September 1882 statt. Die Kirche steht unter Denkmalschutz und ist unter dem Aktenzeichen D-3-75-205-16 beim Bayerischen Landesamt für Denkmalpflege registriert.